# 项店镇
项店镇，是中华人民共和国河南省信阳市息县下辖的一个乡镇级行政单位。

## 行政区划
项店镇下辖以下地区：
项店村、徐集村、朱店村、曹集村、黄围孜村、李楼村、董围孜村、任大寨村、魏店村、路楼村、朱楼村、齐寨村、张庄村、丁庄村、邵楼村、李店村、高庄村和陈大庄村。